# Onthophagus macleayi
Onthophagus macleayi là một loài bọ cánh cứng trong họ Bọ hung (Scarabaeidae).